# Busang Kayan (jezik)
Busang Kayan jezik (busang, kajan, kajang; ISO 639-3: bfg), austronezijski jezik sjevernobornejske skupine, kojim govori 3 000 ljudi (Wurm and Hattori 1981) u indonezijskoj provinciji Istočni Kalimantan, na istoku otoka Borneo, uz gornji tok rijeke Mahakam, Oga i Belayan.
Pripada pravoj podskupini kayanskih jezika. Dijalekti su mu mahakam busang, belayan i long bleh.

## Vanjske poveznice
- Ethnologue (14th)
- Ethnologue (15th)